# Alanna Kraus
Alanna Kraus (n. 30 iunie 1977, Abbotsford⁠(d), British Columbia, Canada) este o sportivă ce a reprezentat Canada, medaliată olimpică. A participat la 2 ediții ale Jocurilor Olimpice (2002, 2006) în care a câștigat o medalie de argint și o medalie de bronz.